# 田口文次

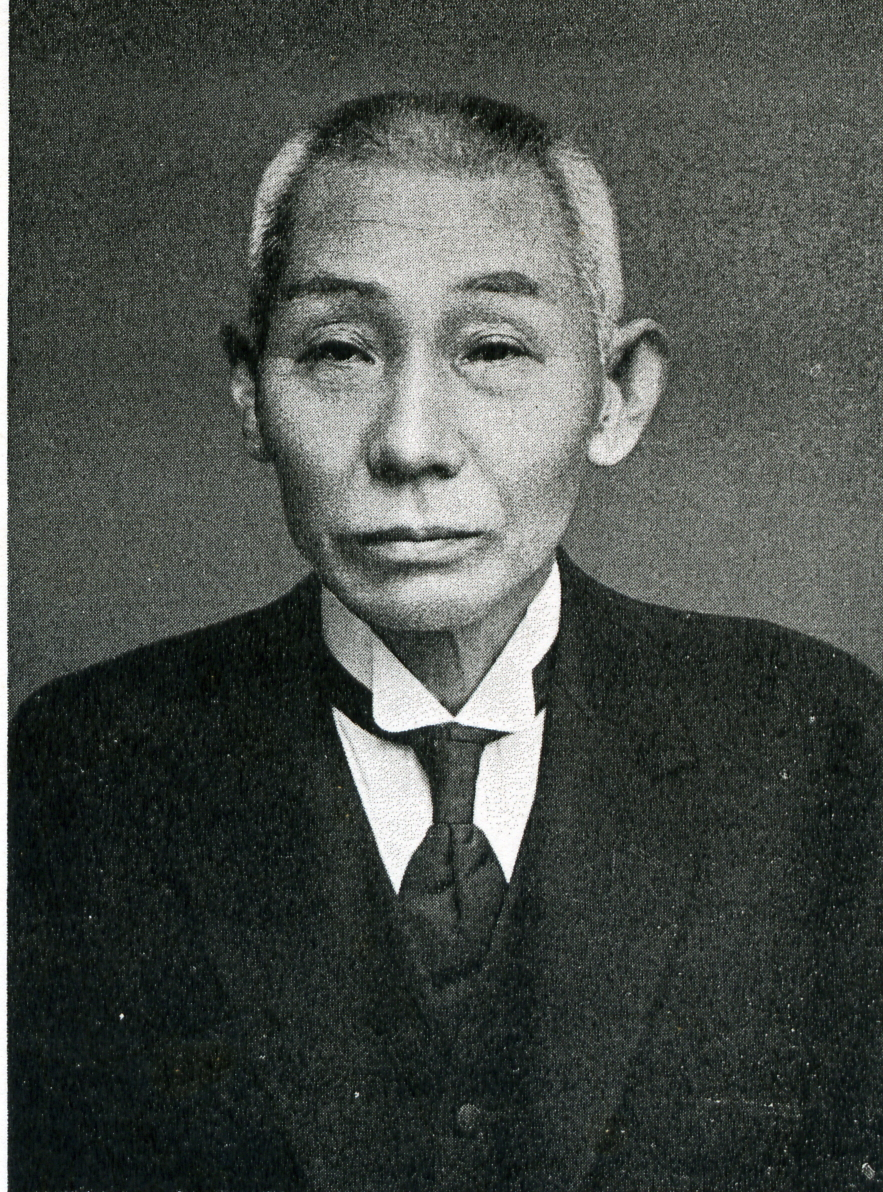
田口文次

田口 文次（たぐち ぶんじ、明治元年4月12日（1868年5月4日） - 昭和15年（1940年）5月31日）は、日本の衆議院議員（政友本党→立憲政友会）、山口村長。

## 経歴
肥前国杵島郡山口村（現在の佐賀県杵島郡江北町）出身。1885年（明治18年）、慶應義塾に入学するが、東京専門学校（現在の早稲田大学）に転じ、1887年（明治20年）に退学した。1897年（明治30年）以降、杵島郡会議員、山口村長、佐賀県会議員、同議長を歴任した。
1924年（大正13年）、第15回衆議院議員総選挙に出馬し、当選。第17回、第18回と3期務めた。議員退職後の1936年（昭和11年）には江北村（小田村・山口村・佐留志村が合併）の村長に就任した。